# Nguyễn Văn Kha
Nguyễn Văn Kha (1922–2018) là một nhà cách mạng và chính khách Việt Nam, từng giữ chức Bộ trưởng Bộ Cơ khí và Luyện kim Việt Nam, Phó Chủ nhiệm Ủy ban Kế hoạch Nhà nước, Chánh Văn phòng Trung ương Đảng Cộng sản Việt Nam, Phó Trưởng ban Ban Kinh tế Trung ương Đảng Cộng sản Việt Nam.

## Thân thế
Ông có tên thật là Nguyễn Văn Trủy, sinh ngày 21 tháng 12 năm 1922 trong một gia đình có bảy người con. Ông là em út trong bảy anh chị em gồm 5 trai và 2 gái. Do là con út nên từ nhỏ ông được tạo điều kiện học hành đầy đủ.
Năm 1937, ông lên Hà Nội học cao đẳng tiểu học Thăng Long.
Năm 1939, ông học Trường Kỹ nghệ thực hành Hà Nội cho đến khi bị bắt vào năm 1942.

## Hoạt động cách mạng
Năm 1937, khi học ở trường Thăng Long, ông tham gia đoàn Thanh niên Dân chủ ở quê và tham gia hoạt động vận động bầu cử của Mặt trận Dân chủ Đông Dương.
Ngày 15 tháng 6 năm 1941, ông được kết nạp vào Đảng Cộng sản Đông Dương.
Tháng 1 năm 1942, cơ sở Thanh niên Cứu quốc trường Thăng Long tổ chức kỷ niệm ngày thành lập Đảng Cộng sản Đông Dương. Ông được nhận nhiệm vụ rải truyền đơn. Ngày 6 tháng 1, ông bị Sở mật thám Pháp ở Hà Nội theo dõi và bắt giữ. Trải qua nhiều lần tra tấn mà không moi được thông tin gì, thực dân Pháp đưa ông ra xét xử ở Tòa án binh, kết án 15 năm khổ sai.
Ông bị giam giữ ở nhà tù Hỏa Lò. Tại đây, ông tham gia các lớp Cách mạng dân tộc giải phóng, Cách mạng tư sản dân quyền các trình độ Sơ học, Trung học, Cao học do các tù chính trị Trần Đăng Ninh, Lê Tất Đắc mở. Sau một thời gian học tập, ông được Đảng bộ nhà tù phân công giảng dạy cho các lớp học sau.
Ngày 11 tháng 3 năm 1945, tận dụng thời cơ Nhật đảo chính Pháp, ông cùng các đồng chí Trần Đăng Ninh, Lê Tất Đắc, Vũ Kỳ, Nguyễn Chương, Lê Trọng Nghĩa, Nguyễn Trần Châu (Châu Ký), Trần Ngọc Chi, Nguyễn Văn Ngọc, Hoàng Hữu Nhân,... cả Cầm Văn Dung tổng cộng 11 người tổ chức trèo tường vượt ngục. Ngày 12 tháng 3, dưới sự đạo và đi đầu của các đồng chí Trần Tử Bình, Trần Quang Hòa, Nguyễn Tuân, Phan Lang tổ chức cuộc vượt ngục quy mô lớn giải thoát cho hàng trăm tù nhân. Sau khi vượt ngục thành công, ông bắt liên lạc với Xứ ủy Bắc Kỳ và được cử đi hoạt động ở Hải Dương. Nhờ sự chỉ dẫn của Vũ Oanh, ông bắt liên lạc được với các Đảng viên Vũ Duy Hiệu ở Kẻ Sặt và Đỗ Văn Thanh ở tỉnh lỵ và hoàn thành chắp nối với các cơ sở Đảng trong tỉnh. Ngày 25 tháng 3, sau khi nhận được chỉ thị Nhật - Pháp bắn nhau và hành động của chúng ta, các Đảng viên cốt cán ở Hải Dương mở cuộc họp bí mật ở phố Hàng Lọng (thành phố Hải Dương), gồm Vũ Duy Hiệu, Nguyễn Công Hòa, Trần Cung, Hải Thanh và Nguyễn Văn Kha. Cuộc họp đã thống nhất phân chia nhiệm vụ phát triển các Hội Cứu quốc ở các phủ, huyện, đồng thời thành lập Ban Cán sự Đảng tỉnh Hải Dương do ông làm Bí thư. Cuối tháng 4, Ban Cán sự tỉnh mở cuộc hội nghị ở thôn Đông (Thanh Tùng), kiểm điểm việc xây dựng các Hội Cứu quốc. Dưới sự tham gia của Xứ ủy viên Trần Đức Thịnh, Ban Cán sự được công nhận và đổi thành Ban Tỉnh ủy chính thức, thay thế cho Ban Tỉnh ủy lâm thời bị vỡ vào năm 1941, vẫn do ông làm Bí thư. Cuộc họp cũng thông qua đề nghị thành lập Đệ tứ chiến khu (Chiến khu Đông Triều) và được Xứ ủy chấp thuận.
Từ tháng 5 đến tháng 8 năm 1945, Tỉnh ủy Hải Dương tiếp tục xác định các mục tiêu quan trong như phát triển Hội Cứu quốc; xây dựng chiến khu Đông Triều; tổ chức lực lượng tự vệ vũ trang, tước súng của lính khố xanh, phá kho thóc cứu đói; và xúc tiến thành lập các Huyện ủy. Dưới sự chỉ đạo của Tỉnh ủy, lực lượng tự vệ vũ trang và quần chúng nhân dân đã tổ chức nhiều cuộc tập kích vào chính quyền thuộc địa, chiếm 4 đồn ở Mạo Khê, Tràng Bạch, Đông Triều, Chí Linh, tấn công phủ đường Nam Sách,...
Ngày 17 tháng 8, cuộc mít tinh ủng hộ chính quyền thân Nhật bị chi bộ Đảng biến thành cuộc tuần hành ủng hộ Việt Minh. Ở Vườn hoa Bảo Đại, nhà giáo Bạch Năng Thi công bố Mười chính sách của Việt Minh, kêu gọi người dân ủng hộ Mặt trận và nổi dậy lật đổ chính quyền thân Nhật. Tỉnh trưởng Hải Dương bỏ trốn, phó Tỉnh trưởng Trần Văn Tuyên đầu hàng, bàn giao giấy tờ, sổ sách cho lực lượng cách mạng. Binh lính ở trại Bảo an binh cũng buông súng, bàn giao hơn 200 khẩu súng cho quân khởi nghĩa. Ngày 18 tháng 8, Thành bộ Việt Minh thành phố Hải Dương triệu tập cuộc họp công khai, Nguyễn Văn Kha cùng Nguyễn Đức Quỳ, Lê Liêm được Xứ ủy Bắc Kỳ cử về lãnh đạo phong trào ở Hải Dương. Ủy ban Hành chính lâm thời thành phố Hải Dương được thành lập do Bạch Năng Thi làm Chủ tịch.
Ngày 20 tháng 8, Tỉnh ủy Hải Dương tổ chức hội nghị mở rộng, thành lập Ủy ban Cách mạng lâm thời tỉnh Hải Dương gồm 10 thành viên (4 nhân sĩ tri thức ngoài Đảng Cộng sản) do Vũ Duy Hiệu làm Chủ tịch. Ngày 22 tháng 8, tất cả các huyện, phủ của tỉnh Hải Dương khởi nghĩa thành công. 25 tháng 8, Ủy ban Cách mạng lâm thời tỉnh Hải Dương ra mắt người dân, đánh dấu Cách mạng tháng Tám thành công trên toàn tỉnh.

## Hoạt động chính trị
Tháng 6 năm 1946, tại Đại hội Đảng bộ đầu tiên của tỉnh Hải Dương, ông được bầu làm Bí thư Tỉnh ủy, đứng đầu Ban Chấp hành Đảng bộ gồm 5 ủy viên chính thức, 2 ủy viên dự khuyết. Tháng 11 năm 1946, Ban Chấp hành Đảng bộ Hải Dương bầu bổ sung lên 11 ủy viên, bầu Đặng Tính làm Bí thư. Ông được điều về Thành ủy Hải Phòng giữ chức Bí thư Thành ủy thay Lê Trung Toản, tích cực chuẩn bị trước nguy cơ chiến tranh.
Ngày 20 tháng 11, thực dân Pháp nổ súng đánh chiếm Hải Phòng. Ủy ban bảo vệ thành phố Hải Phòng được thành lập do Đinh Thịnh làm Chủ tịch, Nguyễn Văn Kha là một trong những Ủy viên cùng với Vũ Quốc Uy, Dương Hữu Miên, Trần Thành Ngọ. Tháng 2 năm 1947, ông bàn giao lại các chức vụ ở Hải Phòng để lên chiến khu nhân công tác khác.
Sau khi hòa bình lập lại, ông lên trung ương đảm nhiệm công tác. Ngày 20 tháng 2 năm 1956, ông được Thủ tướng Phạm Văn Đồng bổ nhiệm làm Cục trưởng Cục Thống kê Trung ương trực thuộc Ủy ban Kế hoạch nhà nước.
Năm 1958, ông rời chức vụ Cục trưởng, tham gia Ủy viên Ủy ban Kế hoạch Nhà nước. Năm 1961, ông được bổ nhiệm giữ chức vụ Phó Chủ nhiệm Ủy ban Kế hoạch Nhà nước. Ngày 11 tháng 8 năm 1969, ông được Quốc hội phê chuẩn giữ chức Bộ trưởng, Phó Chủ nhiệm Ủy ban Kế hoạch Nhà nước cùng Nguyễn Lam và Đặng Thí. Ngày 9 tháng 6 năm 1974, ông thôi giữ chức Bộ trưởng, Phó Chủ nhiệm.
Về phương diện Đảng, ông lần lượt giữ các chức vụ trong Đảng Lao động Việt Nam như Chánh Văn phòng Trung ương Đảng, Phó ban Cơ khí Trung ương (tồn tại 1972–1975) rồi Phó trưởng Ban Kinh tế Trung ương (tồn tại 1975–1978). Ngày 15 tháng 4 năm 1977, khi đang giữ chức Phó trưởng Ban Kinh tế Trung ương, ông tham gia giữ chức Phó chủ nhiệm Ủy ban quan hệ kinh tế với nước ngoài thuộc Hội đồng Chính phủ.
Ngày 23 tháng 11 năm 1977, ông được Chính phủ bổ nhiệm làm Bộ trưởng Bộ Cơ khí và Luyện kim thay Bộ trưởng Nguyễn Côn. Năm 1981, ông được bầu làm Đại biểu Quốc hội khóa VII (1981–1987). Trong 10 năm trên cương vị Bộ trưởng, ông đã đưa ngành điện tử, cơ khí, luyện kim đạt được nhiều bước tiến quan trọng, tiêu biểu như:
- Trong thời gian 1982–1986, cử cán bộ sang Hà Lan, Nhật Bản để học hỏi ngành sản xuất vô tuyến, từ đó đưa ra chủ trương sản xuất ti vi màu thay cho ti vi đen trắng. Ông được xem là "người đặt tiền đề" cho ngành sản xuất vô tuyến màu tại Việt Nam.[36]
- Năm 1978, tận dụng lợi thế khi gia nhập Hội đồng Tương trợ Kinh tế (SEV), nhờ sự giúp sức của các chuyên gia và công nghệ từ các nước khối Xã hội chủ nghĩa để hoàn thiện bản đồ khoáng sản. Từ đó phát hiện ra các mỏ thiếc trữ lượng lớn từ Cao Bằng đến Bình Thuận, giúp phát triển ngành luyện thiếc vốn chỉ có duy nhất một nhà máy ở Tĩnh Túc. Đồng thời, Bộ trưởng đã chủ trương nghiên cứu công nghệ sắt xốp, từ đó hạn chế việc nhập khẩu thép, tiết kiệm chi phí. Cùng Ba Lan và Đông Đức hợp tác trong xử lý tài nguyên đất hiếm.[36]
- Năm 1985, lần đầu tiên Công ty Gang thép Thái Nguyên cho xuất lò 500 tấn thép cán để chế tạo kìm điện xuất khẩu sang Liên Xô. Đây là lô thép đầu tiên của ngành thép Việt Nam xuất khẩu ra nước ngoài, đánh dấu sự phát triển mạnh mẽ của ngành cơ khí giai đoạn 1981–1985.[36]

Ngày 16 tháng 2 năm 1987, ông thôi giữ chức Bộ trưởng và sau đó nghỉ hưu.

## Cuối đời
Ngày 8 tháng 8 năm 1990, ông được Hội đồng Nhà nước trao tặng Huân chương Hồ Chí Minh. Chiếc huân chương này được đem trưng bày ở Di tích nhà tù Hỏa Lò trong buổi trưng bày Khát vọng tự do (tháng 5 năm 2020).
Ngày 9 tháng 3 năm 2018, ông qua đời tại Bệnh viện Hữu Nghị (Hà Nội), an táng tại nghĩa trang Mai Dịch.

## Gia đình
Ba người anh trai của ông là các ông Nguyễn Đăng Khoa, Nguyễn Văn Hựu, Nguyễn Đức Truy đều là những cán bộ tiền khởi nghĩa, lão thành cách mạng.
Phu nhân của ông là bà Lê Phương Hằng hiện đang sống tại số 6, Hồ Xuân Hương, phường Nguyễn Du, quận Hai Bà Trưng, Hà Nội.( bà Lê Phương Hằng đã tạ thế ngày 07/03/2022 tại số 06 phố Hồ Xuân Hương , quận Hai Bà Trưng , Hà Nội ).
Ông có 3 cô con gái là Nguyễn Phương Nga, Nguyễn Ngọc Thanh và Nguyễn Mai Khương.

## Tặng thưởng
- Huân chương Hồ Chí Minh
- Huân chương Kháng chiến hạng Nhất